# Reggie Lucas
Reginald Grant Lucas, dit Reggie Lucas (né à New York le 25 février 1953 et mort dans la même ville le 19 mai 2018), est un musicien de jazz fusion, compositeur et producteur de musique américain.
Il est connu pour avoir produit la majorité de l'album Madonna de Madonna de 1983, pour son travail de production avec le percussionniste Mtume et pour avoir joué avec le groupe électrique de Miles Davis dans la première moitié des années 1970.

## Discographie

### En tant que leader
- Survival Themes (East Wind, 1976)
- Sunfire (Warner Bros., 1982)

### Collaborations

#### AvecMiles Davis
- On the Corner (Columbia, 1972)
- In Concert: Live at Philharmonic Hall (Columbia, 1973)
- Dark Magus (CBS Sony, 1974)
- Get Up With It (Columbia, 1974)
- Agharta (CBS Sony, 1975)
- Pangaea (CBS Sony, 1976)
- The Complete Miles Davis at Montreux (Columbia, 2002) - 1973 only
- The Complete On the Corner Sessions (Columbia, 2007)
- Miles Davis at Newport 1955-1975: The Bootleg Series Vol. 4 (Columbia Legacy, 2015)

Avec Carlos Garnett
- Black Love (Muse, 1974)
- Journey to Enlightenment (Muse, 1974)
- Let This Melody Ring On (Muse, 1975)

Avec Norman Connors
- Slewfoot (Buddah, 1974)
- Saturday Night Special (Buddah, 1975)
- Romantic Journey (Buddah, 1977)
- Aquarian Dream (Buddah, 1976) - arranger

Avec d'autres leaders
- Babatunde Olatunji – Soul Makossa (Paramount, 1973)
- Vitamin E – Sharing (Buddah, 1977) - arranger
- Flora Purim – Nothing Will Be As It Was… Tomorrow (Warner Bros., 1977)
- Lonnie Liston Smith – Visions of a New World (Flying Dutchman, 1975)
- Hubert Eaves – Esoteric Funk (East Wind, 1979)
- Roberta Flack – Blue Lights in the Basement (Atlantic, 1977)
- Roberta Flack – Roberta Flack Featuring Donny Hathaway (Atlantic, 1980)
- Urszula Dudziak – Urszula (Arista, 1975)
- James Mtume – Rebirth Cycle (Third Street, 1977)
- Gary Bartz – The Shadow Do (Prestige, 1975)
- Zbigniew Seifert – Zbigniew Seifert (Capitol, 1977)
- John Lee/Gerry Brown – Still Can’t Say Enough (Blue Note, 1976)
- Masabumi Kikuchi's Kochi – Wishes (East Wind, 1976)
- Shunzo Ohno – Bubbles (East Wind, 1976)